# Aeroporto de Santa Cruz do Sul
O Aeroporto de Santa Cruz do Sul, ou Aeroporto Luiz Beck da Silva, localiza-se no município de Santa Cruz do Sul, no estado de Rio Grande do Sul, Brasil, sendo de propriedade da prefeitura municipal. Abriga o Aeroclube de Santa Cruz, que esteve inicialmente envolvido com a construção de protótipos de aviões, tendo sido fundado em 1934, sendo a pista de pouso do aeroporto inaugurada em 1940.

## Infraestrutura
Possui uma pista de asfalto (08/26), com 1180 metros de comprimento e 18 de largura, reabastecimento do combustível tipo AVGAS 100, dois hangares, torre, pista para 8 aeronaves, 1 simulador, alojamento, lanchonete, sanitários.Um novo terminal de passageiros foi inaugurado no dia 4 de agosto de 2021. Fica cerca de 9 km do centro da cidade, tendo acesso totalmente asfaltado.
Há a possibilidade para curiosos e entusiastas de realizar voos panorâmicos sobre a cidade, a bordo de uma aeronave para até 4 pessoas, a fim de conhecer a região. O aeroclube também administra cursos de piloto privado, comercial, instrutor de voo e voo por instrumentos, que é referência nacional.
A expansão da pista e do aeroporto tem sido um tema recorrente na cidade, sendo dificultada pela falta de espaço. Durante as enchentes no Rio Grande do Sul em 2024, o aeroporto serviu como centro para o envio e recebimento de mantimentos de e para a cidade e municípios vizinhos, além do transporte de pessoas, chegando a receber 56 pousos em um dia. César Cechinato, secretário municipal de Desenvolvimento Econômico e Turismo, opinou que o evento reforçou a importância estratégica do aeroporto para o Vale do Rio Pardo e Taquari, sendo um dos poucos do estado em operação naquele momento. Nesse contexto, a ampliação da pista foi novamente pautada junto ao governo federal, que realizaria estudos para sua execução.

## Companhias aéreas e destinos
No dia 4 de agosto de 2021 a Azul Linhas Aéreas iniciou suas operações no aeroporto de Santa Cruz do Sul com vôos para a capital Porto Alegre. Em 2022 operava 3 vôos semanais às segundas, quartas e sextas feiras.

## Paraquedismo
O aeroporto sedia ainda campeonatos estaduais de paraquedismo, além de, na ocasião destes, cursos de formação.